# المعهد العالي للموسيقى (مصر)
المعهد العالي للموسيقى "الكونسرفاتوار"، معهد متخصص عالي أسّسه المؤلف الموسيقي أبو بكر خيرت عام 1959 ضمن معاهد أكاديمية الفنون بالقاهرة، وذلك تحت إشراف وزير الثقافة الأسبق ثروت عكاشة، وبتوجيهات من حكومة ثورة يوليو 1952 بهدف الارتقاء بالذوق الفني العام لدى الشعب، وتخريج أجيال جديدة من شباب مصر، متخصص في فروع الفن الأكاديمى.

## أساتذته
ومن أهم الأساتذة الذين قاموا بالتدريس في المعهد د.جمال عبد الرحيم، د.عواطف عبد الكريم، المايسترو أحمد الصعيدي، د. محمد عبد الوهاب عبد الفتاح، ومارسيل متى ومحمود عثمان.

## عمداؤه
ومن أهم العمداء الذين تولوا عمادة هذا المعهد:
- د. سمحة الخولي
- د.إكرام مطر
- د. نيبال منيب
- حسن شرارة
- فوزى الشامي
- راجح داوود
- د. إيناس عبد الدايم (نائب رئيس أكاديمية الفنون السابق ورئيس دار الأوبرا)
- د. منير نصر الدين
- د.محمود بيومي
- د.إيمان سامي قائم بأعمال العميد
- د.مصطفي محمد رفعت جرانة

## الشهادات التي يمنحها
يمنح المعهد درجات: الثانوية، البكالوريوس، الماجستير، والدكتوراه، في التخصصات الموسيقية الدقيقة.

## تخصصاته
ويضم المعهد سبعة تخصصات هم: التأليف، النظريات، والقيادة، وعلوم الموسيقى، والبيانو، والصولفيج، والوتريات، الهارب، والنفخ، الإيقاع.

## مراحله
في المعهد ثلاثة مراحل
1. الأولى يدخلها الطالب من السنة الثالثة الابتدائي ويمر ب 7 اعوام تخصص
2. مرحلة الدبلوم 3 أعوام
3. المرحلة العالية 4 أعوام

يتبع المعهد من السنة 3 الابتدائي إلى 3 الثانوي لوزارة التربية والتعليم بإشراف من وزارة الثقافة والثقافة الجماهيرية،
اما العالي فالاشراف الكامل والأخير لوزارة الثقافة.